# センタムシティ
センタムシティ（센텀시티、Centum City、セントムシティとも）は、韓国釜山広域市海雲台区の栽松洞や佑洞にある商業複合施設である。
敷地面積は1,178,043平方メートル（約35万坪）を誇り、総合展示場（BEXCO）、ショッピングセンター、文化施設、公園、団地などが建立されている。
運営・管理はセンタムシティ株式会社が担当。

## 歴史

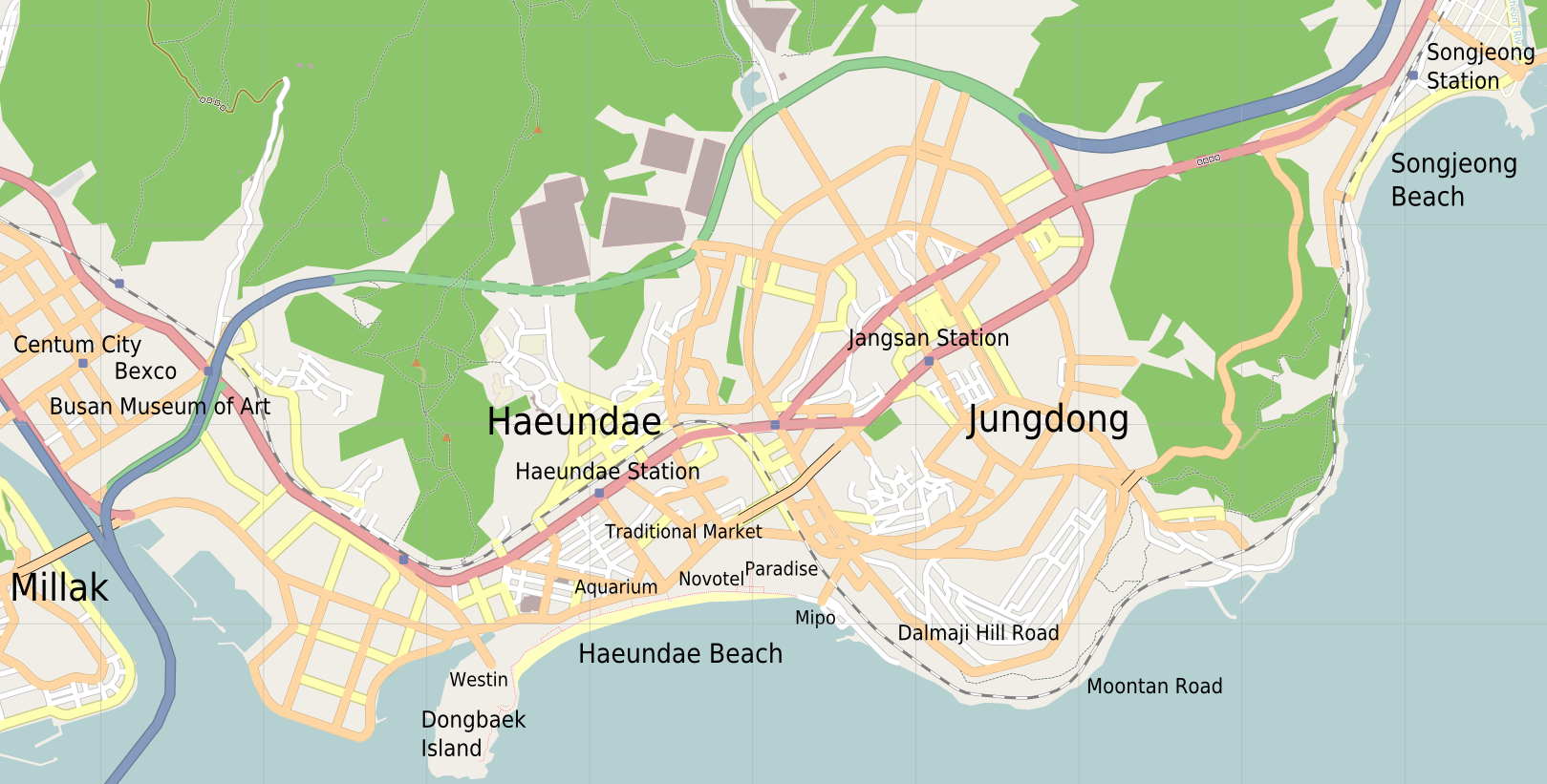
海雲台周辺の地図（英語表記）。左端にCentum Cityが示されている

元々、この地には1940年から水営飛行場があったが、1948年には臨時国際空港として認められたのち、1958年に釜山飛行場へと名称変更され、そして1963年には正式に国際空港へと変化した。
しかし、1976年に国際空港としての機能を金海郡（現在の江西区）に場所を移した上で、金海国際空港をオープンさせたあとは空軍飛行場として使用されていたが、1987年に閉鎖された。
その後、1996年2月16日 にこの地は軍用航空基地から除外され、同年4月1日、釜山市と陸軍本部の間で国有財産の売買契約が締結され、同年12月からこのエリアがセンタムシティとして開発されることとなった。

## 名前の由来
センタムはラテン語で「100」を、シティは英語で「都市」を意味する。つまり、「100％完璧な最先端の未来都市を創造する」＝「業界紙、住宅団地、商業施設が敷地内にすべてあり、その中ですべてを解決することができる最先端の未来都市」という意味合いで命名されている。尚、名前は一般公募で決定された。

## 主な施設
- 新世界センタムシティ - 2009年6月に世界最大のデパートとしてギネスブックに認定された。
  - 映画の殿堂 - 釜山国際映画祭専用映画館。
  - CGV
  - ロッテシネマ
  - 映画振興委員会
  - スケートリンク
  - スパランド - 22種のスパと13種のチムジルバンが楽しめる。
  - 教保文庫/ホットトラックス
- ロッテ百貨店センタムシティ店
- ホームプラスセンタムシティ店
- BEXCO - KINTEXに次いで規模の大きい総合展示場。
- 海雲台センタムホテル
- 世宗テレコム海底通信局
- SKテレコム釜山データセンター
- KNN

## 最寄駅
- 釜山交通公社2号線センタムシティ駅